# Sri Lanka Matha
Sri Lanka Matha is het volkslied van Sri Lanka. De tekst (origineel in het Singalees) en de muziek is gemaakt door Ananda Samarakoon in 1940. Op 22 november 1951 werd het lied officieel als volkslied aangenomen. Er kwam ook een versie in het Tamil.
De eerste luidde origineel Namo namo matha, apa Sri Lanka. In de vijftiger jaren van de twintigste eeuw was er enige controverse over deze woorden en in 1962 werden die eerste regel veranderd naar de huidige vorm.

## Singaleseversie
Sri Lanka Matha, api Sri Lanka,
Namo Namo Namo Namo Matha.
Sundara siri barini,
Surendi athi Sobamana Lanka
Dhanya dhanaya neka mal pala thuru piri, Jaya bhoomiya ramya.
Apa hata sapa siri setha sadana, jeevanaye Matha!
Piliganu mena apa bhakti pooja,
Namo Namo Matha.
Api Sri Lanka,
Namo Namo Namo Namo Matha,
api Sri Lanka, Namo Namo Namo Namo Matha.
Obave apa vidya, Obamaya apa sathya
Obave apa shakti, Apa hada thula bhakti
Oba apa aloke, Aapage anuprane
oba apa jeevana ve, Apa muktiya obave
Nava jeevana demine
Nnithina apa Pubudu karan matha
Gnana veerya vadavamina ragena yanu
mena jaya bhoomi kara
Eka mavekuge daru kala bavina
yamu yamu wee nopama
Prema vada sama bheda durara da Namo Namo Matha
Api Sri Lanka,
Namo Namo Namo Namo Matha.
Api Sri Lanka,
Namo Namo Namo Namo Matha!

## Versie in hetTamil
Srii langkA thAyE - wam Srii langkA
wamO wamO wamO wamO thAyE
wallezil poli sIraNi
walangkaL yAvum niRai vAnmaNi langkA
njAlam pukaz vaLa vayal wathi malai malar
waRunjsOlai koL langkA
wamathuRu pukalitam ena oLirvAy
wamathuthi El thAyE
wamathalai ninathati mEl vaiththOmE
wamathuyirE thAyE - wam Srii langkA
wamO wamO wamO wamO thAyE
wamathAraruL AnAy
wavai thavir uNarvAnAy
wamathOr valiyAnAy
wavil suthanthiram AnAy
wamathiLamaiyai wattE
waku mati thanaiyOttE
amaivuRum aRivutanE
atalseRi thuNivaruLE - wam Srii langkA
wamO wamO wamO wamO thAyE
wamathOr oLi vaLamE
waRiya malar ena nilavum thAyE
yAmellAm oru karuNai anaipayantha
ezilkoL sEykaL enavE
iyaluRu piLavukaL thamai aRavE
izivena nIkkituvOm
Iza sirOmaNi vAzvuRu pUmaNi
wamO wamO thAyE - wam Srii langkA
wamO wamO wamO wamO thAyE